# 俄羅斯茴鮭
俄羅斯茴鮭，為輻鰭魚綱鮭形目鮭科的其中一種，為溫帶淡水魚，被IUCN列為易危保育類動物，分布於俄羅斯楚科奇自治區埃利格格特根湖流域，棲息在底層水域，生活習性不明。